# Marine de la république du Congo
Ne doit pas être confondu avec Marine de la République démocratique du Congo.
La Marine de la république du Congo assure une surveillance de l'espace maritime de la république du Congo, soit de ses 169 km de côtes et du fleuve Congo avec son équipement réduit.

## Organisation

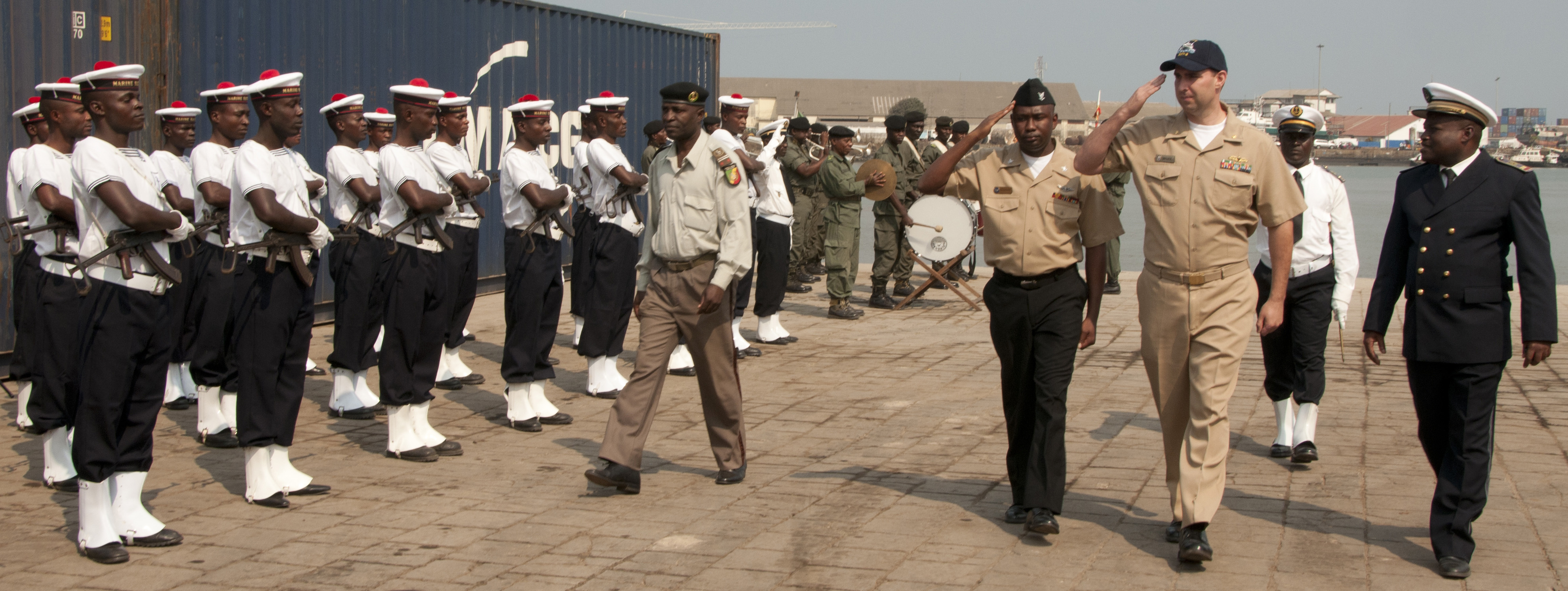
Marins congolais salué par un capitaine de l'US Navy à Port-Noire en 2011.

Elle dispose de 3 bases navales à Pointe-Noire, Brazzaville et Mossaka et son effectif en 2011, comme en 2007 était de 800 personnes dont 600 fusiliers marins contre 250 en 1985. Elle est divisée entre marine côtière et marine fluviale.

## Équipement en 2011
Sa flotte a été renouvelée entre 2009 et 2010 par des navires provenant de chantiers navals militaires chinois :
- 4 patrouilleurs construit par Quionjan (Qingdao) livrés entre 2009 et 2010. Déplacement : 203 tonnes (247 pc). Dimensions : 46,8 m x 7,20 m x 1,96 m.  Vitesse : 26 nœuds Équipage : 26 marins. Armement : 1 canon de 30 mm, 2 x 2 mitrailleuses de 14,5 × 114 mm.
  - P 201 5 février 1979
  - P 202 31 juillet 1968
  - P 203 15 août 1960
  - P 204 10 juin 1991

- 4 vedettes type 305 PH chinoises livrées en 2009. Dimensions : 11,99 m x 3,20 x 0,65 m. Vitesse : 36 nœuds. Équipage : 4 marins (+ 4 passagers). Armement : 3 mitrailleuses de 7,62 mm.
  - V 121
  - V 122
  - V 123
  - V 124

- 2 vedettes de transport d'autorités. Dimensions : 6,20 m x 2,40 m. Moteur Yamaha de 200 ch.

- 3 embarcations à coque semi-rigide. Vitesse : 39 nœuds. 2 moteurs Evinrude, total de 600 ch.

## Équipement en 2007
Hors navires de construction locale, les unités listées ont été commandées sous la république populaire du Congo. Certains des bateaux cités ci-dessus n'étaient déjà plus opérationnels en 2001 à la suite de la guerre civile du Congo-Brazzaville qui a touché le pays, et étant donné les ressources de l'État congolais, la situation en 2007 était quasiment la même à part la disparition des trois patrouilleurs de classe Zhuk et l'apparition d'une dizaine de petits bateaux construits dans ce pays :
- 3 patrouilleurs classe Piranha construits par Bazan à Cadix en juillet 1981[1] . Déplacement : 138 tonnes (pleine charge). Dimensions : 32,7 m x 6,15 m x 1,55 m. Équipage : 19 marins. Armement : 1 canon OTO Melara de 40mm + 1 canon Oerlikon de 20mm + 1 x 2 mitrailleuses Browning M2 de 12,7mm.
  - P 601 Marien N'Gouabi (ex-L'Intrépide). Contrat d'achat en 1980. Commissionné le 11 novembre 1982.
  - P 602 Les Trois Glorieuses (ex-Le Vaillant). Commissionné en janvier 1983, seul rescapé des 3 navires en 2001 selon le site Hazegray[5].
  - P 603 Maloango (ex-Le Terrible). Commissionné le 28 mars 1983.

- 3 patrouilleurs classe Zhuk construits en URSS. Déplacement : 50 t (plein charge). Dimensions : 24 m x 5 m x 1,5 m. Équipage : 12 marins. Armement : 2 x 2 mitrailleuses de 14,5 × 114 mm.
  - V 301. Commissionnés entre 1982 et février 1984. Ne sont pas mentionnés dans le Naval Institute Guide de 2007.
  - V 302
  - V 303

- 2 vedettes type Arcor 43 construites par Arcor en France. Déplacement : 12 t. Dimensions : 13 m x 4 x 1,5 m. Armement : 1 mitrailleuse de cal. 7,62 mm.
  - André Matsoua. Commissionnés entre 1982 et 1985.
  - Christian Malongga Mokoko

- 2 vedettes type Arcor 38 construites par Arcor en France. Déplacement 7,5 t. Dimensions : 11,4 m x 3,6 m x 1,1. Armement : 1 mitrailleuse de cal. 7,62 mm.
  - Enseigne de Vaisseau Yamba Lamass. Commissionnés en 1982.
  - nc

- Plus d'une dizaine de bateaux à moteurs locaux.

## Marine marchande
La marine marchande de la république du Congo en 1984 comprenait 21 navires totalisant un tonnage de 8 458 tjb.